# Pont de l'Île-Verte
Le pont de l'Île-Verte fait référence à deux ponts qui se sont succédé au-dessus de l'Isère  et reliant le quartier de l'Île-Verte de Grenoble à la commune de La Tronche. Le premier pont a été construit entre 1897 et 1899 puis remplacé en 1989 par un nouveau pont.
Ce pont est également dénommé pont des Hôpitaux du fait de sa proximité avec l'hôpital civil de la Tronche et du centre hospitalier universitaire Grenoble Alpes et en raison du nom de la station de tramway de la ligne B qu'il héberge, elle même dénommée La Tronche Hôpital.

## Situation et description
Le pont de l'Île verte est situé au Nord-Ouest de l'agglomération grenobloise entre le quartier de l'Île verte à Grenoble et la ville de La Tronche. Il permet le passage routier des véhicules et d'une ligne de tramway.

## Premier pont
Le premier pont de l'Île-Verte a été construit entre 1897 et 1899. Il est utilisé par la ligne de Tramway qui relie Grenoble à Chapareillan.

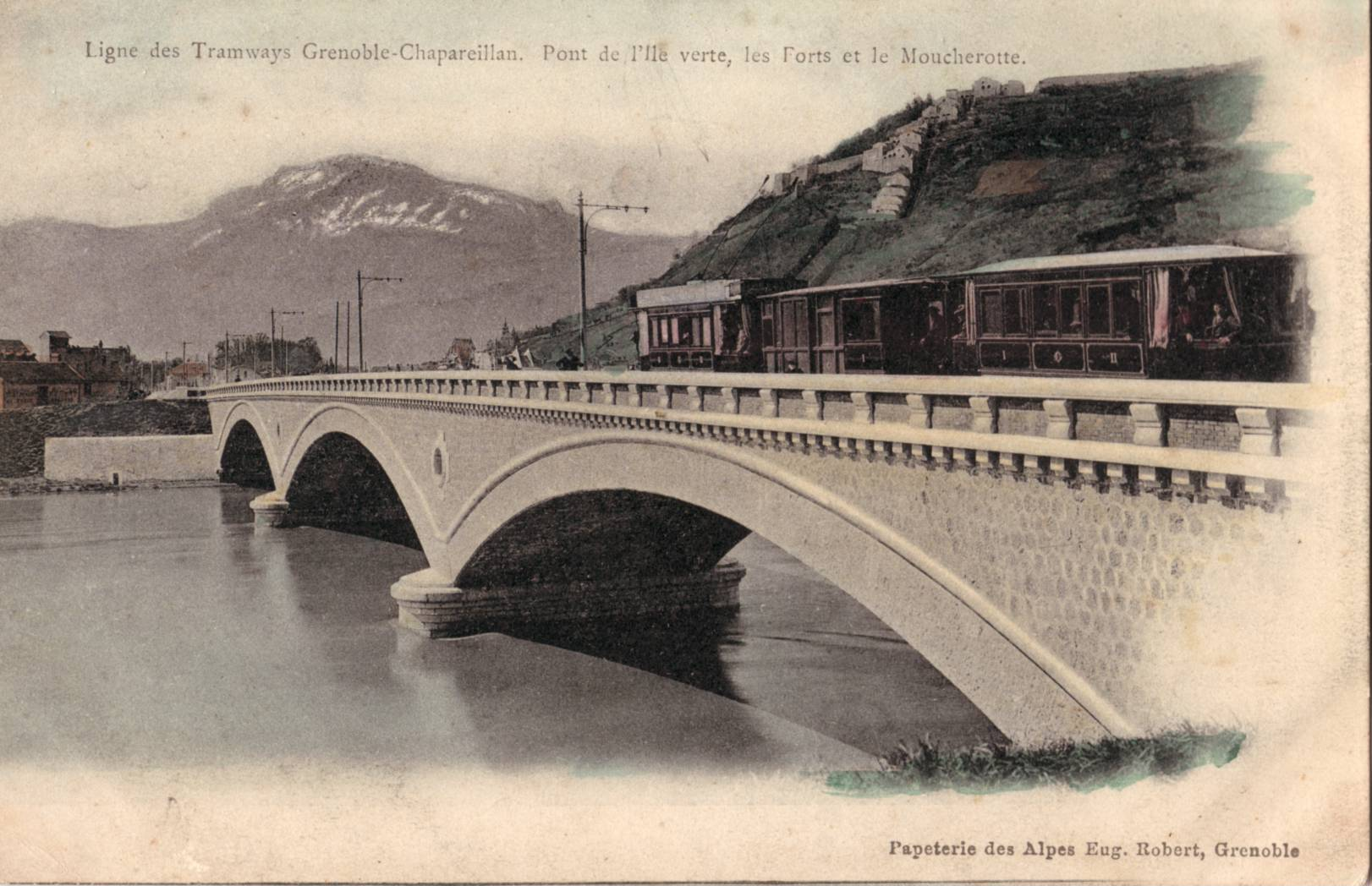
Premier pont de l'Île-Verte, utilisé ici par le Tramway Grenoble - Chapareillan vers 1900.
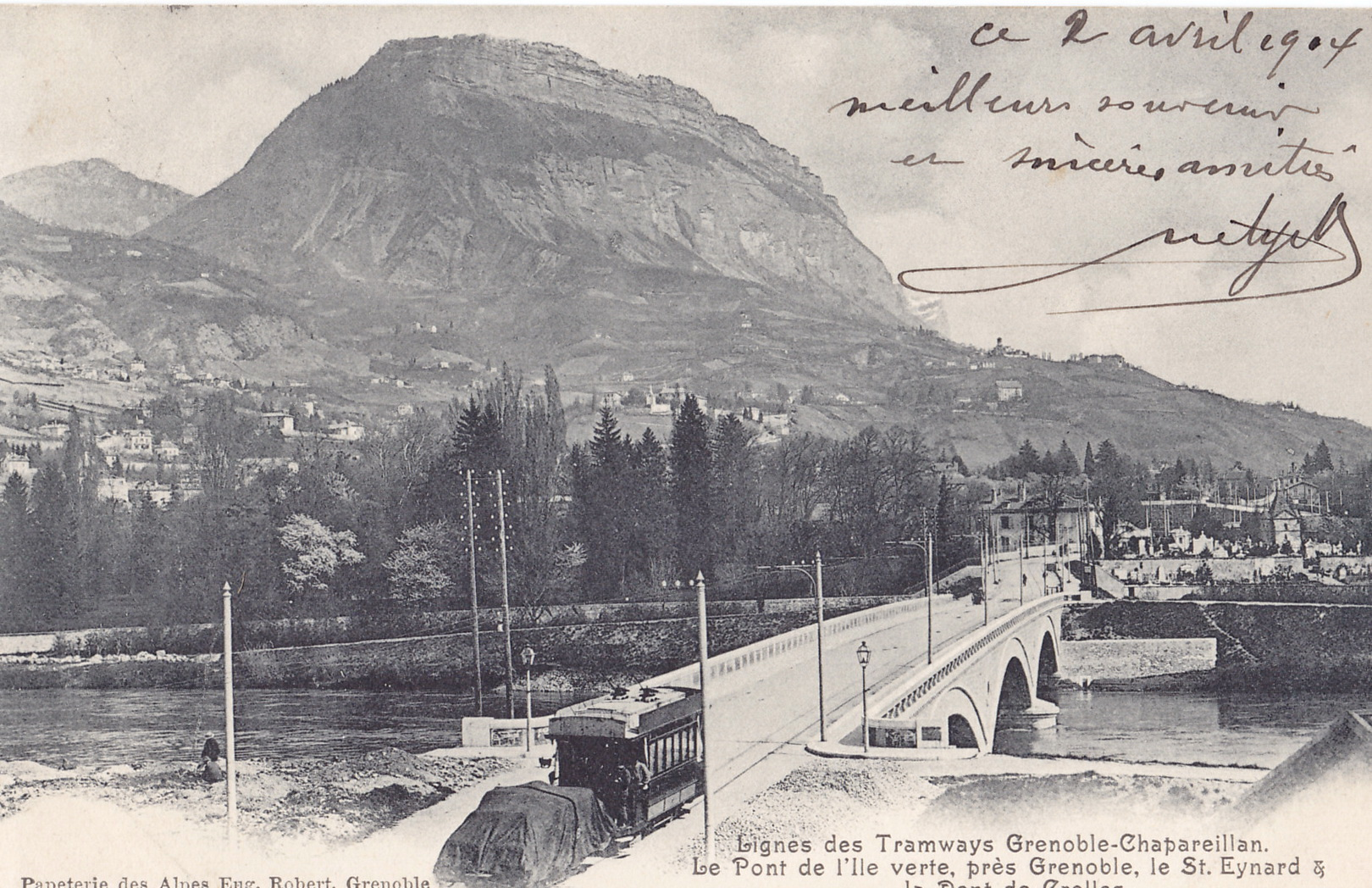
Le pont avec au fond le Mont Saint-Eynard vers 1900
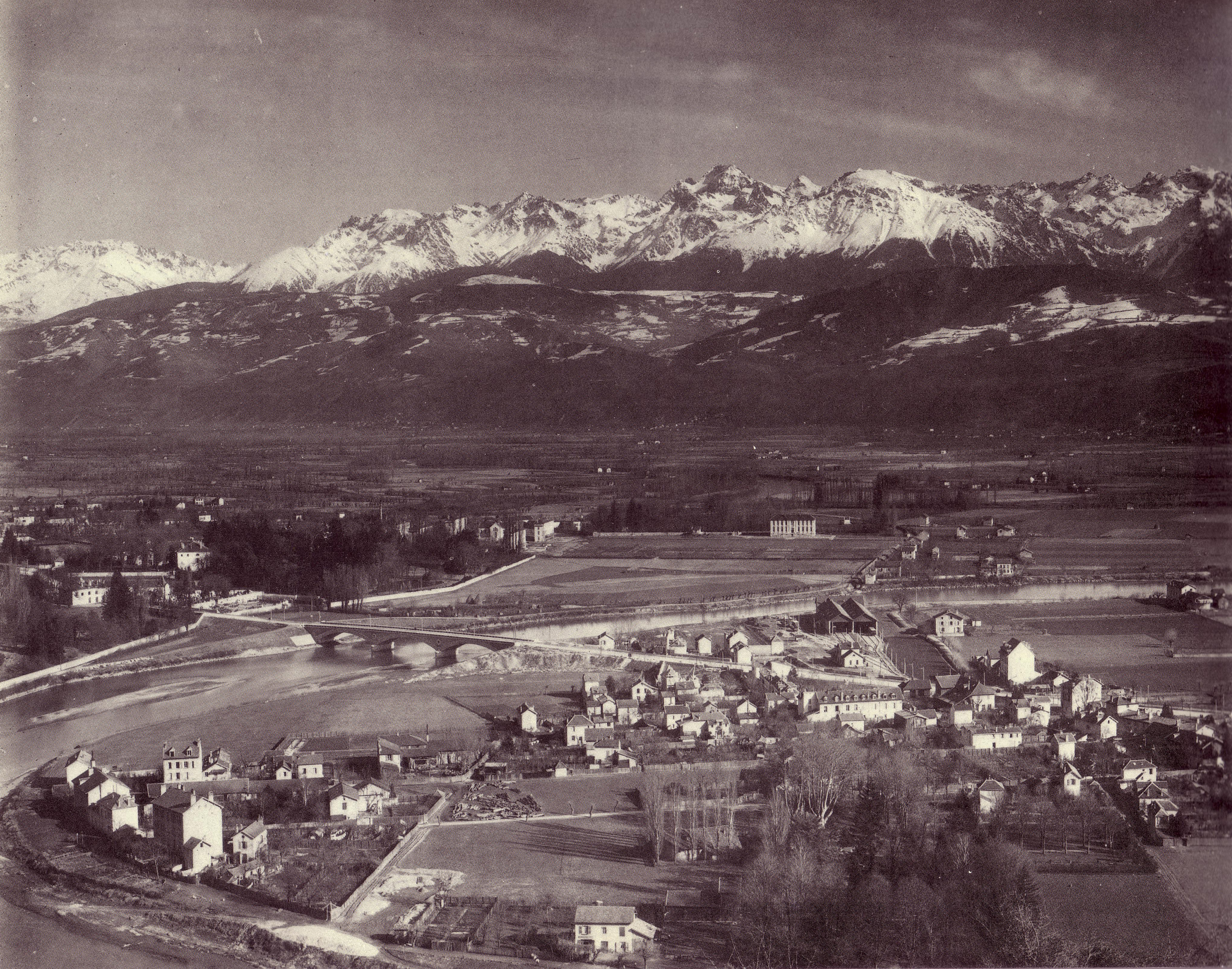
Vue sur le quartier de l'île-Verte vers 1900.
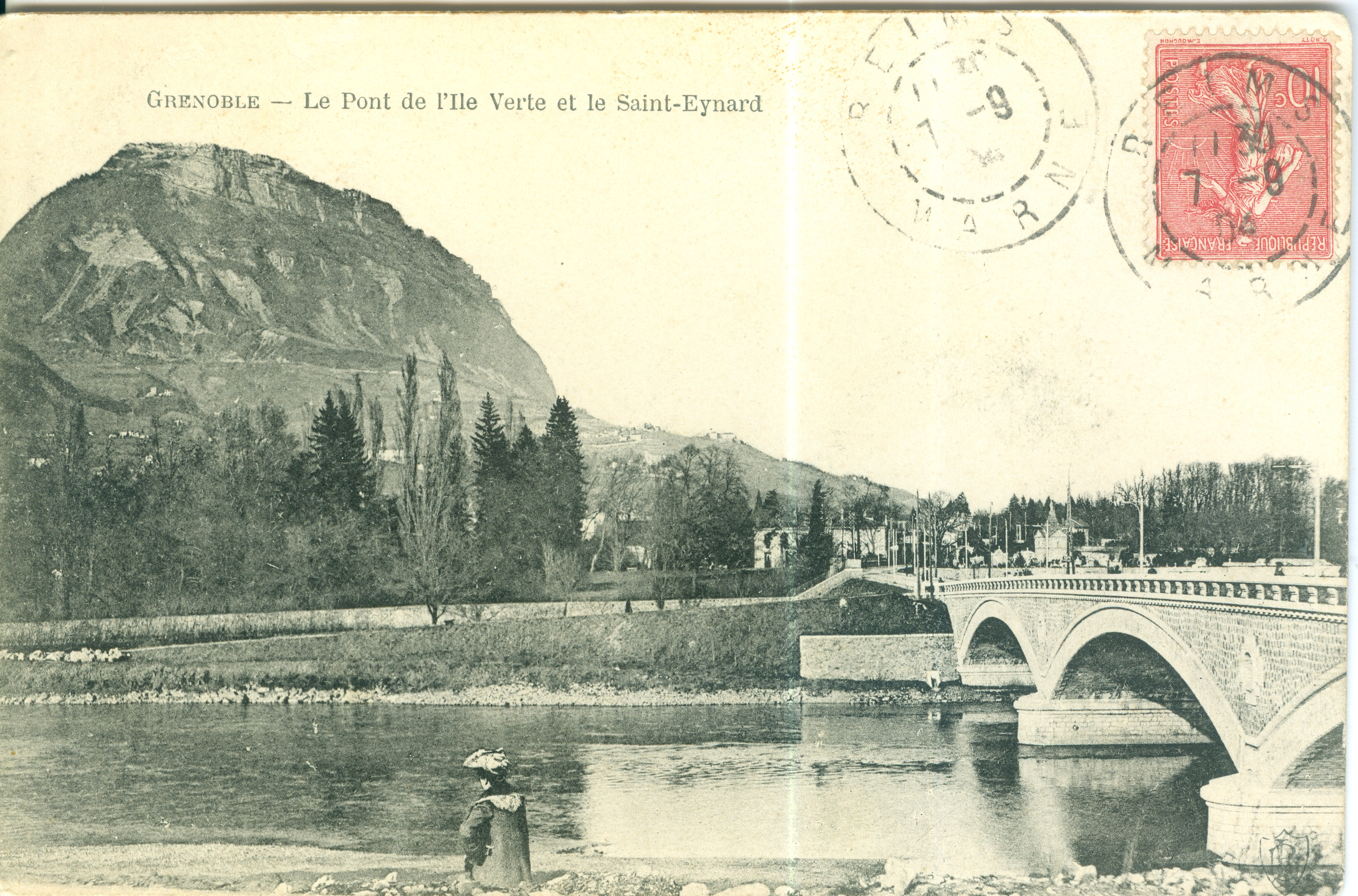
Grenoble - Le Pont de l'Ile Verte et le Saint Eynard

## Deuxième pont

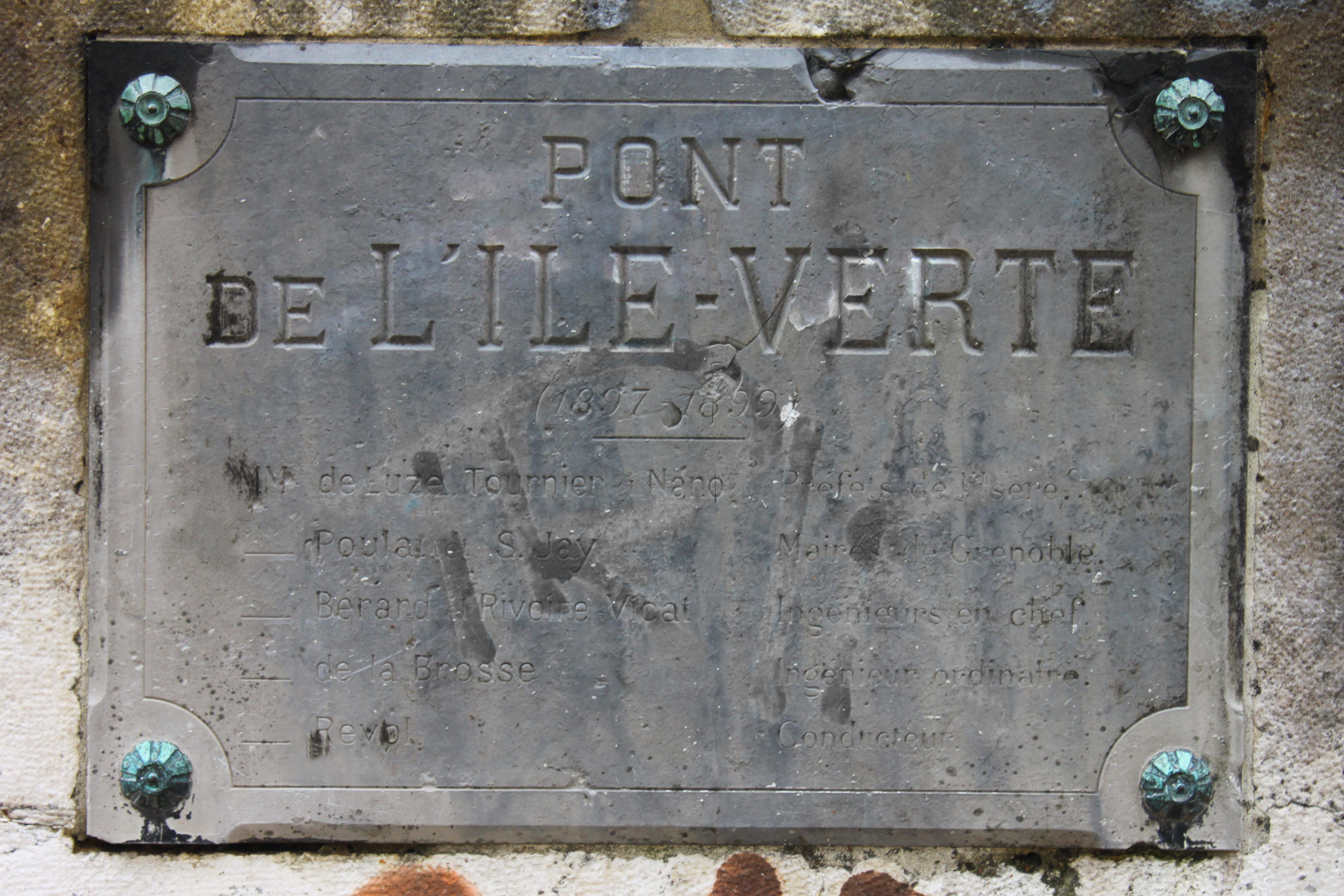
Ancienne plaque d'inauguration

Le second pont de l'Île-Verte a été construit durant l'année 1989 en replacement du premier détruit à l'aide d'explosifs. Celui-ci était trop étroit pour accueillir la nouvelle ligne B de tramway qui allait relier la gare de Grenoble au domaine universitaire de Grenoble situé sur la commune de Saint-Martin-d'Hères.
L'ancienne plaque de l'inauguration du premier pont a cependant été conservée quelques mètres en aval du nouveau pont sur la rive droite (sur le territoire de la ville de La Tronche).